# Utva Trojka
Utva C-3 Trojka je bilo lahko športno letalo, ki so ga zgradili v Jugoslaviji kmalu po koncu 2. svetovne vojne. Namenjeno je bilo šolanju pilotov v letalskih klubih. Letalo sta zasnovala Boris Cijan in Djordje T. Petković, prototip je imel oznako Ikarus 251, serijska letala pa C-3.

## Specifikacije
- Posadka: 2, pilot in inštruktor
- Dolžina: 8,84 m (29 ft 0 in)
- Razpon kril: 10,49 m (34 ft 5 in)
- Višina: 2,08 m (6 ft 10 in)
- Površina kril: 15,5 m2 (16,7 ft2)
- Prazna teža: 374 kg (824 lb)
- Gros teža: 602 kg (1328 lb)
- Motor: 1 × Walter Mikron III, 49 kW (65 KM)

- Največja hitrost: 166 km/h (103 mph)
- Dolet: 605 km (376 milj)
- Višina leta (servisna): 3900 m (12800 ft)